# Serra do Navio
Serra do Navio est une municipalité du Centre de l'État de l'Amapá. Elle se situe dans la microrégion de Macapá et dans la mésorégion du sud de l'Amapá. Sa population est de 3 772 habitants (IBGE 04/2007), pour une superficie de 7 757 km2. Sa densité populationnelle est donc de 0,49 hab./km2.
Elle fait limite avec Oiapoque au Nord, Calçoene à l'Est, Ferreira Gomes et Porto Grande au Sud-Est et Pedra Branca do Amapari à l'Ouest et au Sud.
La municipalité fut créée en 1993. Elle fait partie de la plus grande et plus ancienne zone d'extraction de manganèse du Brésil. De ce fait, son économie est tournée vers l'exportation.